# Anna Wasa

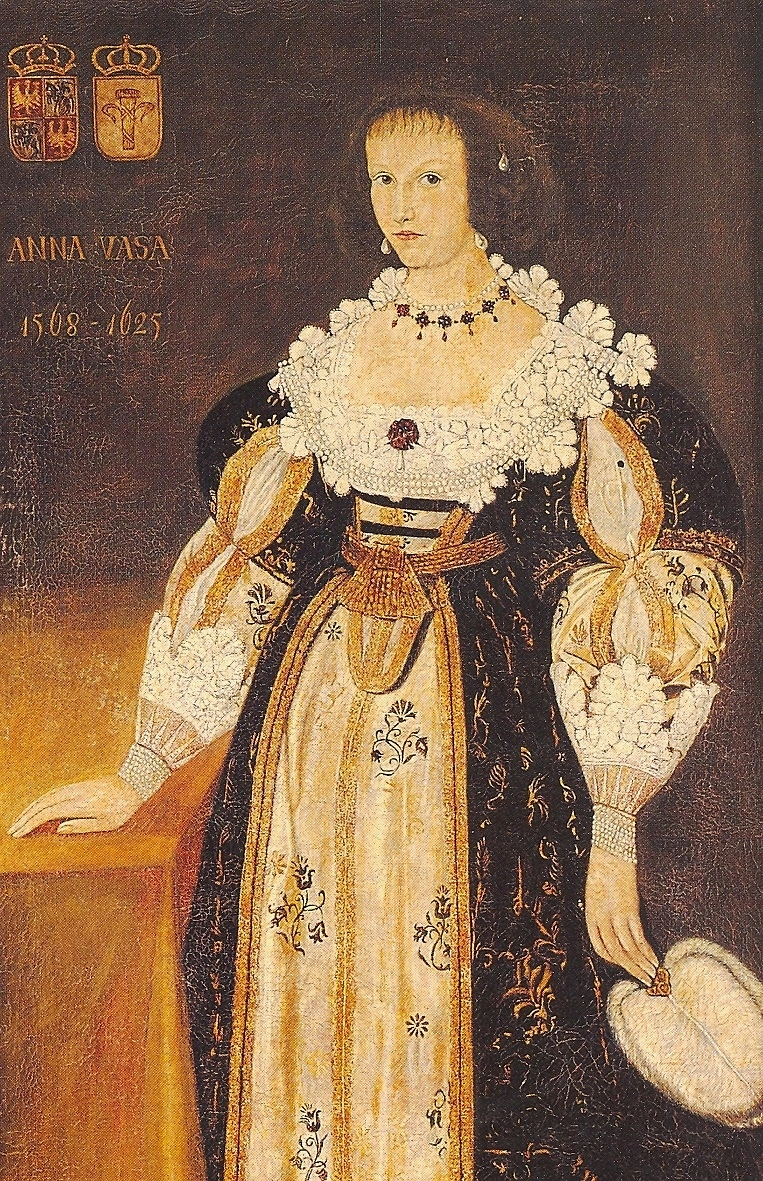
Anna Wasa

Anna Wasa (* 17. Mai oder 31. Mai 1568 in Eskilstuna; † 26. Februar 1625 in Brodnica, deutsch Strasburg in Westpreußen) Prinzessin von Schweden, war die Tochter des schwedischen Königs Johann III. und Schwester des Königs Sigismund III. Wasa von Polen und Schweden.
Als Kind wurde sie von der Mutter, der polnischen Prinzessin Katharina Jagiellonica, katholisch erzogen, jedoch bekannte sie sich im Alter von etwa 17 Jahren als lutherisch, was schwerwiegend für ihr ganzes Leben und sogar noch nach ihrem Tod war. Es wird vermutet, dass sie unter dem Einfluss ihrer jungen, beinahe gleichaltrigen Stiefmutter Gunilla Bielke, mit der sie eng befreundet war, zur lutherischen Konfession fand. Die Frage, ob sie katholisch oder evangelisch gewesen war, hatte noch im 20. Jahrhundert Bedeutung.

## Jugendjahre in Schweden
Annas Vater Johann wurde am 10. Juli 1569 zum schwedischen König gekrönt. Am Königshof war sie schon als Kind Zeuge der Zwistigkeiten zwischen den schwedischen evangelischen Anhängern des Königs Johann III. und seiner streng katholischen Gemahlin Katharina Jagiellonica, die mit ihren aus Polen mitgebrachten Höflingen und Priestern die Schweden erfolglos wieder zum Papsttum zu bekehren versuchte.
Anna und ihr älterer Bruder Sigismund wurden von der Mutter katholisch erzogen. Sie lernten Sprachen (Französisch, Italienisch, Deutsch, Latein), am Königshof sprachen sie schwedisch und polnisch. Anna befasste sich in einer für ihre Mutter eingerichteten Parkanlage mit Botanik und interessierte sich für Theologie, Geschichte, Philosophie und Naturkunde. Da sie mutig und hartnäckig war, widersetzte sie sich manchmal ihrer Mutter und neigte unter anderem zur lutherschen Lehre. Im Alter von 17 oder 18 Jahren bekannte sie sich schließlich öffentlich als evangelisch, was von den Katholiken als empörend und sogar abstoßend empfunden wurde.
1587 begab sich Anna mit ihrem zum König gewählten Bruder Sigismund nach Polen.

## Am polnischen Königshof
1586 starb der polnische König Stephan Báthory und Annas Bruder Sigismund als Neffe der Königin Anna Jagiellonica wurde sein Nachfolger. Der König von Schweden, Johann III., traute seinem Sohn nicht zu, die verwirrte Lage im polnisch-litauischen Königreich, das zugleich eine Aristokratische Republik (lateinisch Res Publica) war, zu meistern, daher vertraute er ihn einigen Beratern, darunter seine Schwester Anna, an. Sigismund war damals 21 Jahre alt, Anna war zwei Jahre jünger als er. Dass eine Frau, gar ein Mädchen, in eine solche Stellung eingesetzt wurde, war für die Zeitgenossen unerhört und empörend.
Sigismund kam in Danzig am 8. Oktober 1587 an, die Bürger grüßten ihn herzlich und überreichten ihm als Geschenk 2000 Goldmünzen. Am 26. Oktober 1587 trafen beide Geschwister in Thorn ein, wo sie der Bürgermeister Heinrich Stroband herzlich begrüßte. Im Dezember kam Sigismund in Krakau an, wo er am 27. Dezember 1587 gekrönt wurde. Anna reiste mit ihrer Tante, der Königin Anna Jagiellonica, und erreichte Krakau erst am 1. Februar 1588.
Anna nahm rege an den Gesellschaftsveranstaltungen am Hof teil. In den nächsten Jahren reiste sie viel, auch nach Schweden. Es entstanden viele Schwierigkeiten, weil sie lutherisch war. In Polen waren viele Konfessionen präsent, jedoch wurde die katholische als maßgebend angesehen. Dass ein Mitglied des Königshauses eine Häretikerin sein sollte, war für den hiesigen Adel nicht annehmbar; infolgedessen wurde Anna ständig beleidigt, verleumdet und zänkisch aufgefordert, endlich zum Katholizismus zurückzukehren. Sie war jedoch in ihrem Glauben beständig und blieb lutherisch.
Als der Vater der beiden Geschwister, König Johann III., gestorben war, reiste Sigismund 1593 in Begleitung seiner Schwester Anna nach Schweden, um den Thron in Besitz zu nehmen. Die Seefahrt begann bei schlechtem Wetter in Danzig und die Schiffe der Königsflotte strandeten. Beim zweiten Versuch, die Fahrt fortzusetzen, erreichte die Flotte wegen Gegenwinds nur mit Schwierigkeiten Schweden. Dort erwartete sie Herzog Karl, der Bruder des Verstorbenen. Obwohl Sigismund 1594 gekrönt wurde, konnte er sich nicht als König von Schweden behaupten und wurde nach einer kriegerischen Auseinandersetzung mit dem Onkel Karl IX. 1598 gezwungen, sich nach Polen zurückzuziehen. Anna, nun beinahe dreißigjährig und ein gewandtes und entschlossenes Fräulein, wirkte in dieser Zeit zunächst erfolglos zur Unterstützung Sigismunds in Schweden, danach kehrte auch sie nach Polen zurück.

## Annas eigener Hof

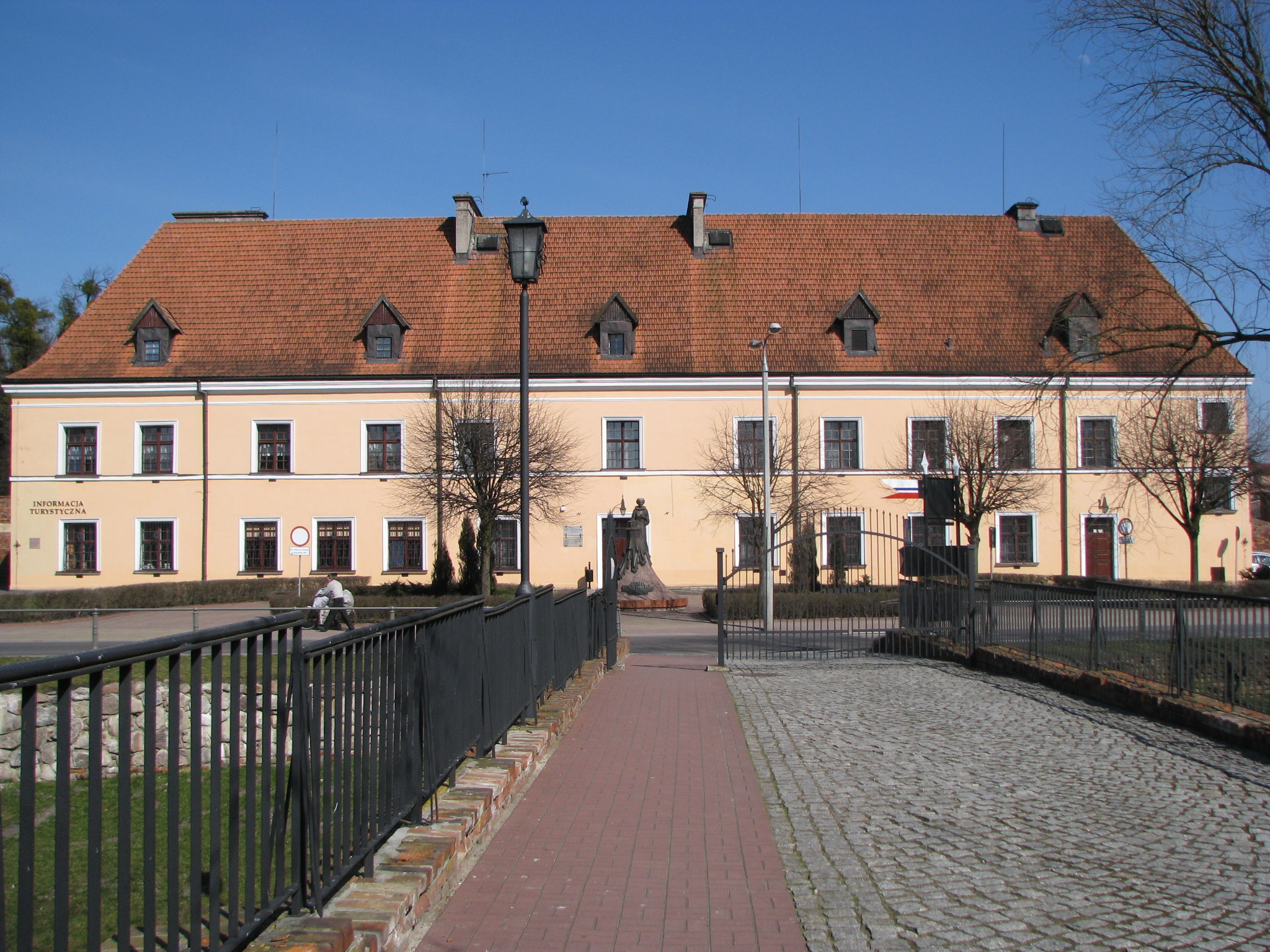
Das Anna Wasa Palais in Brodnica

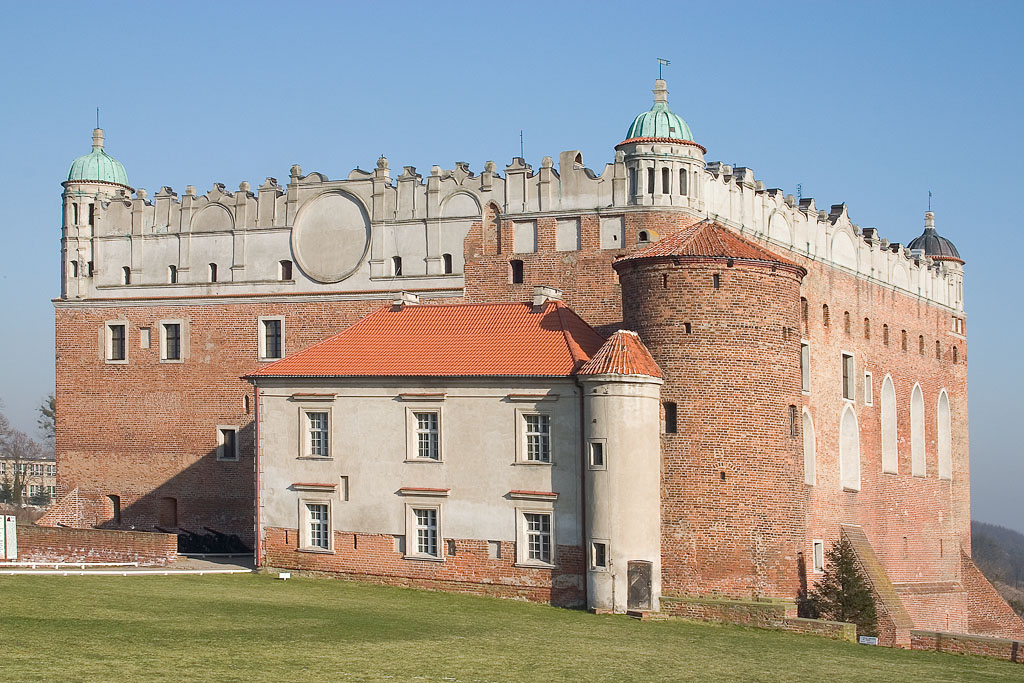
Burg Gollub

Als Anna mit über dreißig Jahren, teils wegen der ungünstigen politischen Lage der Dynastie Wasa, teils wegen ihrer Sturheit noch immer unverheiratet geblieben war, bekam sie von ihrem Bruder König Sigismund, der das freche protestantische Fräulein am katholischen Königshof loswerden wollte, im Jahr 1605 die Starostei Brodnica zur Nutzung zugewiesen. Es war damals üblich, auf diese Weise einer staatsverdienten Person eine Einkommensquelle zuzuweisen; dem Lehnsherrn kam die Fronarbeit der im königlichen Grundbesitz angesiedelten Bauern zugute. Zwar beschwerten sich einige Adlige, dass es ein Nepotismus sei, jedoch bewährte sich Anna durch geschickte Verwaltung als gütige Herrin. Einige Jahre später überließ Sigismund der Schwester noch den ebenfalls an der Drwęca gelegenen Kreis Golub. Nun war sie materiell abgesichert. Beide Kreise hatten ihren Sitz in alten Schlössern des ehemaligen Deutschen Ritterordens, die in den nächsten Jahren von Anna erneuert und ausgebaut wurden, was noch heute, besonders in Golub, teilweise zu sehen ist. Besonders wichtig war das vom Landmeister von Preußen, Konrad von Sack, in den Jahren 1306 bis 1309 ausgebaute Schloss in Golub als Grenzschutz an der Drewenz gegen die Litauer.
Bereits vor Anna Wasa wurde das Starostenamt in Strasburg von der evangelischen Familie Dzialynski bekleidet. Anna Wasa war in Strasburg auf den Ausgleich der Konfessionen bedacht und berief im Jahr 1618 aus dem Soldauer Gebiet den Prediger Georgius Nebius zu sich nach Strasburg und empfahl ihn der evangelischen Gemeinde in Strasburg als einen „der deutschen und polnischen Sprache kundigen Prediger“. Des Weiteren wirkten an ihrem Hof der deutsch-evangelische Prediger Johann Borawski (Boravius) und der polnisch-evangelische „Hoff-Prediger“ Johann Babski (Balbatus). Für den Gottesdienst stellte sie den Protestanten zusätzlich die Schlosskapelle zur Verfügung, wo fortan sowohl deutsche als auch polnische Andachten stattfanden. Seit 1598 wurden die evangelischen Gottesdienste in einem Raum im Rathaus gehalten. Da in Preußen die Bevölkerung hauptsächlich protestantisch war, fand Anna, die sich um evangelische Gemeinden kümmerte, bald Beifall und Ansehen bei den Protestanten. Sie unterstützte auch die schwedischen Emigranten, die mit der Staatsordnung in Schweden nicht zufrieden waren. Weil ihr Bruder Sigismund nach seiner Entmachtung durch seinen Onkel weiterhin behauptete, dass er der rechtmäßige schwedische König sei, stiftete sie ihm zuliebe Widerstand in Schweden gegen die Machthaber, was feindliche Auseinandersetzungen zwischen Polen und Schweden verursachte.
Ihrem Stand gemäß hielt Anna einen eigenen Hof. Sie unterstützte Künstler und Schriftsteller und stand auch mit den Gelehrten der Akademie zu Krakau in Verbindung.
Anna interessierte sich schon immer für Pflanzenkunde, folglich legte sie botanische Gärten in Brodnica und vor allem in Golub an, wo sie viele Heilpflanzen anbaute. Aus ihnen stellte sie eigenhändig Medikamente her, sowohl für den Eigengebrauch als auch für ihre Nächsten. Ihr Interesse an Heilmitteln ist verständlich, da sie seit Jahren schwer krank war.
Mit ihrer Hilfe wurde der auf 1540 Seiten etwa 765 Pflanzen umfassende Botanik-Atlas in fünf Bänden von Simon Syrenius (polnisch Szymon Syreński, 1540–1611), gedruckt 1613 von Bazyli Skalski in Krakau, herausgegeben.

## Tod und Probleme mit dem Begräbnis

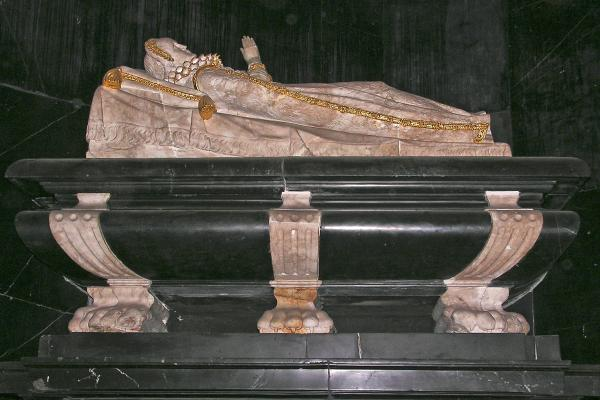
Grabmal von Anna Wasa in der Marienkirche zu Thorn

Anna Wasa starb nach langer und schwerer Krankheit am 6. Februar 1625. Wegen ihrer lutherischen Konfession konnte kein Staatsbegräbnis zustande kommen. Ihr Bruder Sigismund wagte es nicht, sich der katholischen Hierarchie zu widersetzen und seine Schwester als Königstochter in Krakau zu begraben. Anna wurde zunächst auf dem evangelischen Friedhof in Strasburg in einem Mausoleum  bestattet. Erst Sigismunds Sohn König Władysław IV. Wasa ließ sie elf Jahre später am 16. Juli 1636 in der evangelischen Marienkirche in Thorn beisetzen.